# Liste der Monuments historiques in Saint-Bonnet-de-Rochefort
Die Liste der Monuments historiques in Saint-Bonnet-de-Rochefort führt die Monuments historiques in der französischen Gemeinde Saint-Bonnet-de-Rochefort auf.

## Liste der Bauwerke
| Bezeichnung          | Beschreibung                       | Standort | Kennzeichnung | Schutzstatus | Datum | Bild           |
| -------------------- | ---------------------------------- | -------- | ------------- | ------------ | ----- | -------------- |
| Château de Rochefort | Schloss, erbaut im 12. Jahrhundert | (Lage)   | PA00093263    | Inscrit      | 2015  | weitere Bilder |
| Viaduc de Rouzat     | Viadukt, erbaut 1869               | (Lage)   | PA00093264    | Inscrit      | 1965  | weitere Bilder |

## Liste der Objekte
- Monuments historiques (Objekte, z. B. Gemälde, Skulpturen, Altäre etc.) in Saint-Bonnet-de-Rochefort in der Base Palissy des französischen Kultusministeriums